# Stefano Muccioli
Stefano Muccioli (ur. 19 stycznia 1968 w Riccione) – sanmaryński piłkarz włoskiego pochodzenia grający na pozycji bramkarza, reprezentant San Marino w latach 1993–1996.

## Kariera klubowa
W trakcie swojej kariery zawodniczej występował wyłącznie w klubach amatorskich grających w Campionato Sammarinese oraz w regionalnych ligach włoskich w zespołach Polisportiva Soglianese oraz AC Valconca. Grę w piłkę nożną zakończył w sezonie 2007/08 jako gracz SC Faetano.

## Kariera reprezentacyjna
10 marca 1993 zadebiutował w reprezentacji San Marino w zremisowanym 0:0 meczu z Turcją w Serravalle w ramach eliminacji Mistrzostw Świata 1994. Pojawił się on na boisku w 7. minucie zmieniając kontuzjowanego Pierluigiego Benedettiniego. Sanmaryńska prasa obwieściła go najlepszym zawodnikiem meczu. Spotkanie to było pierwszym, w którym San Marino nie poniosło porażki, zdobywając tym samym również premierowy w historii punkt w eliminacjach mistrzostw świata. Ogółem w latach 1993–1996 Muccioli rozegrał w reprezentacji 7 spotkań, w których puścił 29 bramek.
Mecze w reprezentacji
| Stefano Muccioli - oficjalne mecze w reprezentacji San Marino (1993–1996) | Stefano Muccioli - oficjalne mecze w reprezentacji San Marino (1993–1996) | Stefano Muccioli - oficjalne mecze w reprezentacji San Marino (1993–1996) | Stefano Muccioli - oficjalne mecze w reprezentacji San Marino (1993–1996) | Stefano Muccioli - oficjalne mecze w reprezentacji San Marino (1993–1996) | Stefano Muccioli - oficjalne mecze w reprezentacji San Marino (1993–1996) | Stefano Muccioli - oficjalne mecze w reprezentacji San Marino (1993–1996) | Stefano Muccioli - oficjalne mecze w reprezentacji San Marino (1993–1996) | Stefano Muccioli - oficjalne mecze w reprezentacji San Marino (1993–1996) |
| #                                                                         | Data                                                                      | Miejsce                                                                   | Przeciwnik                                                                | Wynik                                                                     | Minuty                                                                    | Bramki                                                                    | Kartki                                                                    | Ranga zawodów                                                             |
| ------------------------------------------------------------------------- | ------------------------------------------------------------------------- | ------------------------------------------------------------------------- | ------------------------------------------------------------------------- | ------------------------------------------------------------------------- | ------------------------------------------------------------------------- | ------------------------------------------------------------------------- | ------------------------------------------------------------------------- | ------------------------------------------------------------------------- |
| 1.                                                                        | 10 marca 1993                                                             | Stadion Olimpijski, Serravalle                                            | Turcja                                                                    | 0:0                                                                       | 7'                                                                        |                                                                           |                                                                           | Eliminacje Mistrzostw Świata 1994                                         |
| 2.                                                                        | 24 marca 1993                                                             | Stadion Galgenwaard, Utrecht                                              | Holandia                                                                  | 0:6                                                                       | 90'                                                                       |                                                                           |                                                                           | Eliminacje Mistrzostw Świata 1994                                         |
| 3.                                                                        | 6 września 1995                                                           | Stadion Olimpijski, Serravalle                                            | Grecja                                                                    | 0:4                                                                       | 90'                                                                       |                                                                           |                                                                           | Eliminacje Mistrzostw Europy 1996                                         |
| 4.                                                                        | 11 października 1995                                                      | Stadion Olimpijski, Serravalle                                            | Wyspy Owcze                                                               | 1:3                                                                       | 90'                                                                       |                                                                           |                                                                           | Eliminacje Mistrzostw Europy 1996                                         |
| 5.                                                                        | 15 listopada 1995                                                         | Hampden Park, Glasgow                                                     | Szkocja                                                                   | 0:5                                                                       | 90'                                                                       |                                                                           |                                                                           | Eliminacje Mistrzostw Europy 1996                                         |
| 6.                                                                        | 2 czerwca 1996                                                            | Stadion Olimpijski, Serravalle                                            | Walia                                                                     | 0:5                                                                       | 90'                                                                       |                                                                           |                                                                           | Eliminacje Mistrzostw Świata 1998                                         |
| 7.                                                                        | 31 sierpnia 1996                                                          | Cardiff Arms Park, Cardiff                                                | Walia                                                                     | 0:6                                                                       | 90'                                                                       |                                                                           | Żółta kartka                                                              | Eliminacje Mistrzostw Świata 1998                                         |

## Kariera trenerska
W sezonie 2015/16 Muccioli pracował jako asystent trenera Pierluigiego Angeloniego w SC Faetano. Na początku 2016 roku, po tymczasowej dyskwalifikacji Angeloniego przez FSGC, prowadził on przez 2 miesiące zespół. Od połowy tego samego roku pełni w tym klubie funkcję trenera bramkarzy.
W marcu 2016 roku Muccioli rozpoczął pracę jako trener bramkarzy w kadrach San Marino U-16 oraz U-17.